# Vittorio Castelnuovo
Vittorio Castelnuovo (Osogna, 3 agosto 1915 – settembre 2005) è stato un cantautore e fisarmonicista svizzero.
Di professione scalpellino, mentre lavorava in cava a Riviera in Svizzera ha composto oltre 100 canzoni popolari che sono entrate nel cuore dei ticinesi. È diventato famoso con L'addio del giovane militare, composta nel 1939 durante la seconda guerra mondiale e da lui cantata e suonata accompagnando molti militari ticinesi, diventando la loro canzone preferita. Dopo diversi anni passati a fare il compositore e musicista ha dovuto tornare a svolgere l'attività di scalpellino, visti gli scarsi appoggi finanziari che riusciva ad ottenere.

Nel 1982, per il cinquantesimo della Tell record, ha ottenuto il premio Guglielmo Tell d'oro per i suoi meriti nel campo della musica popolare svizzera.
Il Comune di Biasca, luogo dove ha vissuto per tutta la vita, gli ha dedicato una via. Nel 2015, per commemorare il centenario della nascita e il decimo della sua morte, ha organizzato diversi eventi in sua memoria.

## Brani composti
- 1934 - Senza mamma, valzer lento
- 1935 - Adriana, valzer
- 1935 - Lucia, polka
- 1935 - Viva Biasca, una bella borgata
- 1936 - Serenata alla sposa
- 1936 - Maddalena, tango
- 1936 - Ingrata bambola bruna, valzer
- 1936-1982 - Piccolo fiore, tango
- 1937 - A Te Mamma Divina, andante a tre quarti
- 1937 - Babbo crudele, tango
- 1938 - Pianto di un usignolo, tango
- 1939 - La filovia da Malvaia, mazurka
- 1939 - L'addio del giovane militare, marcia
- 1939 - Ricordo amaro, valzer lento
- 1940 - Inno all'Esercito svizzero, marcia
- 1940 - Canzone militare, valzer
- 1940 - Canto d'amore, valzer
- 1941 - Al caro mio papà, andante
- 1941 - Ninna Nanna in tempo di guerra, andante
- 1941 - Bacio innocente, valzer lento
- 1941 - Il canto del milite zappatore, marcia
- 1942 - Melanconia, tango
- 1943 - Lole loletta, tango
- 1944 - O bella verzaschina, one-step
- 1944 - L'emigrante ticinese, andante marziale
- 1944 - Valzer, la danza più bella sei tu, valzer
- 1944 - Lassù lassù sul monte mio, andante
- 1944 - Mesolcinella, marcia popolare
- 1945 - Bella valmaggina, valzer
- 1945 - Inno di pace, marcia popolare
- 1946 - Non ti so dimenticar, tango
- 1946 - Amor ticines, valzer
- 1947 - O bella trecciaiola, marcia
- 1950 - Inno a Cristoforo Colombo, marcia
- 1952 - La mazurka del firadel, mazurka
- 1953 - Bella bleniesina, valzer
- 1955 - Amor di montanaro, andante
- 1958 - Malcantonesina, marcetta popolare
- 1961 - Impossibile amore, tango
- 1961 - Poschiavina, valzer
- 1962 - Ticinella mia, tempo di marcia
- 1963 - L'Agnellino, valzer
- 1964 - La culla, tango
- 1964 - Vorrei restare piccin, valzer
- 1964 - Leventinella, tempo di marcia
- 1965 - Valsesia, valzer
- 1965 - Ritorna mio papà, tango
- 1967 - Valle Riviera, valzer
- 1967 - Inno alla Svizzera, marcia
- 1968 - Nostalgia da cà, valzer lento
- 1968 - E la terra tremò, tempo di valzer
- 1969 - Sulla seggiovia, valzer
- 1970 - Rimembranze, tango
- 1970 - Canzone a santa Barbara, andante a 3 quarti
- 1970 - Lo scapolo dirà, marcia
- 1970 - Bella dalle Centovalli, valzer
- 1971 - Salve vessillo, marcia
- 1971 - A la fera da Lugan, marcia
- 1972 - Valtellina, valzer